# José María Peña
Anacleto José María Peña Salegui (Las Arenas, 9 aprile 1895 – Bilbao, 13 gennaio 1989) è stato un allenatore di calcio e calciatore spagnolo, di ruolo difensore.

## Carriera
Prese parte con la Nazionale spagnola ai Giochi Olimpici nel 1924

## Palmarès

### Giocatore

#### Competizioni nazionali
- Coppa di Spagna: 1

Arenas Getxo: 1919
- Campionato spagnolo: 1

Real Madrid: 1931-1932

#### Competizioni regionali
- Campionato Regionale di Biscaglia: 2

Arenas Getxo: 1919, 1922